# Prvić (Krk)
Prvić (italijansko Pervicchio) je kamnit severnojadranski otok. Leži v Kvarnerju med Rabom in Krkom, s katerim na severu omejuje Senjska vrata. S površino 12,75 km² je za Kornatom drugi največji med neposeljenimi otoki na Hrvaškem.
Površina otoka, na katerem stoji svetilnik, je 12,75 km², dolžina obale meri 23,118 km. Otok se razprostira v smeri severozahod - jugovzhod in leži 1 km vzhodno od Krka, od katerega ga ločujejo Senjska vrata. Najvišji vrh otočka je 356 mnm visoki Zakantun. Otok se najbolj približa celini z rtom Šilo, ki ga od kopnega deli 4 km širok Velebitski kanal. Na zahodni obali otoka v zalivu Dubac je manjše sidrišče, ki je naravno dobro zavarovano pred udari burje.
V bližini Prvića sta otoka Sveti Grgur (3 km proti jugozahodu) in Goli otok (3 km južno) ter majhen otoček Školjić, ki leži v Senjskih vratih pri rtu Stražnica.
Iz pomorske karte je razvidno, da svetilnik, ki stoji na rtu Stražica ob Senjskih vratih oddaja svetlobni signal: B Bl 6s. Nazivni domet svetilnika je 9 milj.